# Afrocarum
Afrocarum – rodzaj roślin z rodziny selerowatych (Apiaceae). Jest to takson monotypowy obejmujący gatunek Afrocarum imbricatum (Schinz) Rauschert występujący w tropikach południowej Afryki.